# Carl Eitz

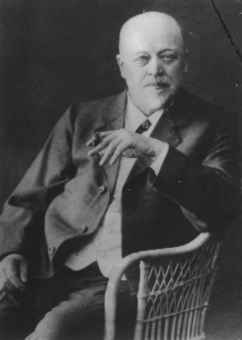
Carl Eitz

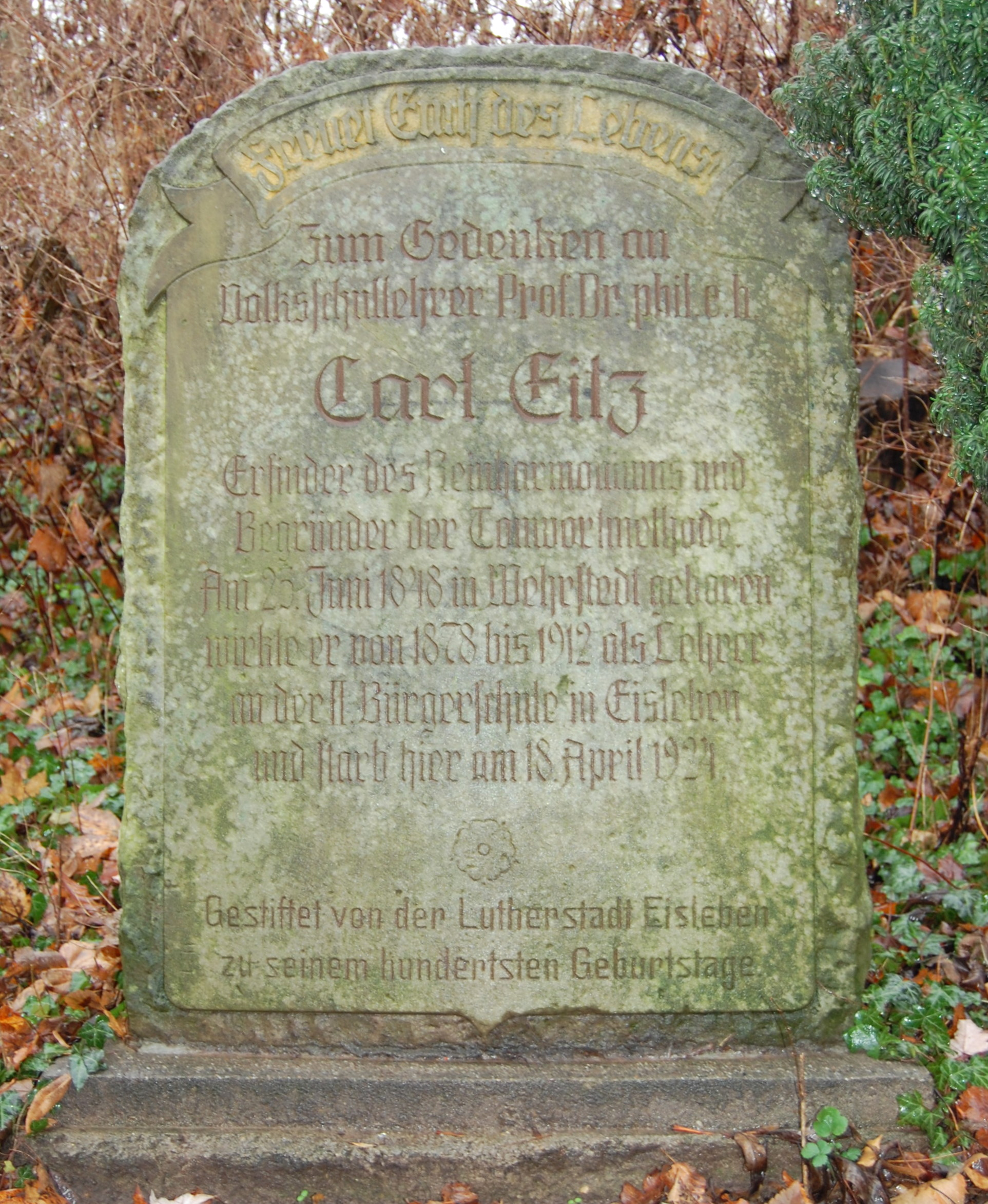
Herdenksteen in Eisleben

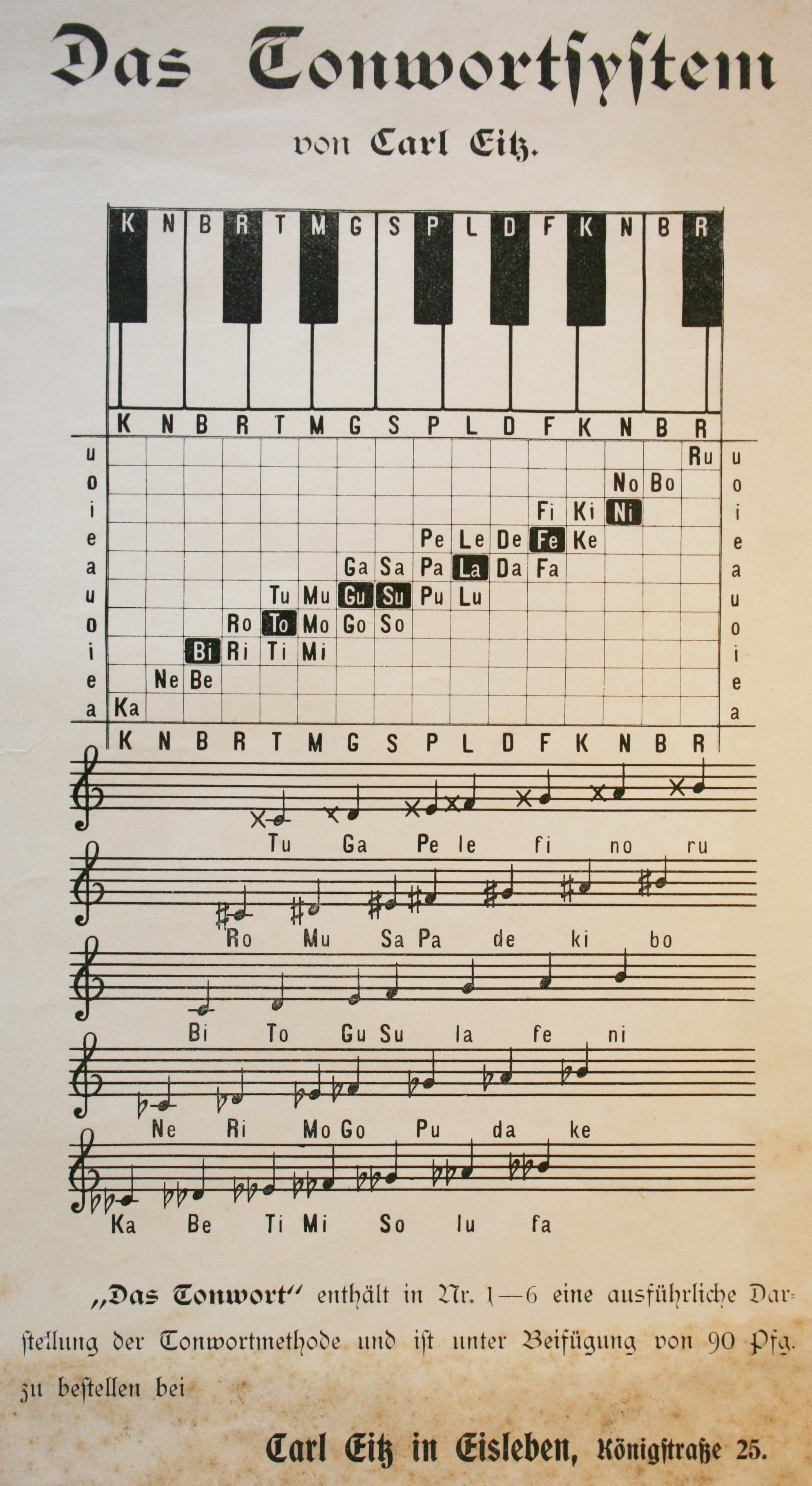
Blad met het Tonwortsystem van Eitz

Carl Andreas Eitz (Wehrstedt bij Halberstadt, 25 juni 1848 - Eisleben, 18 april 1924) was een Duits uitvinder, akoesticus en muziekpedagoog.

## Levensloop
Carl Eitz was zoon van een tuinman. Hij bleek al snel talent te hebben voor mathematica en natuurkunde. Hij werd docent. Van 1870 tot 1872 werkte hij als organist en leraar in Dalldorf. Daarna was hij vele jaren docent aan de 2e Eisleber School, waar hij ook als wetenschapper kon werken. Hij was uitvinder van het Tonwortsysteem ('ton' = geluid, 'wort' = woord) (dit werd ook bekend als Latonisatie), dat toepassing kreeg in de muzieklessen op scholen in Duitsland. Ook vond hij een harmonium uit met een puur mathematische stemming. Een andere uitvinding was die van een pianoklavier met 36 en 104 toetsen per octaaf, dat voor akoestische experimenten kon worden gebruikt op het gebied van microtonale muziek. Als akoesticus en muziekleraar werd zijn invloed herkend door onder andere zijn tijdgenoten Max Planck en  Hermann von Helmholtz. Vanaf 1918 was hij fulltime docent en zijn prestaties op het gebied van de muziekakoestiek werden beloond met een eredoctoraat in 1922 aan de universiteit in Kiel.

## Gedenkteken
In 1948 vervaardigde de stad Eisleben een herdenksteen om de 100e geboortedag van de docent te vieren. De Carl Eitz-steen werd opgericht aan de voet van de  Scherbelberg. Ook is op de nieuwe begraafplaats van Eisleben (bij het naar Carl Eitz genoemde pad aldaar) op de westmuur een buste als gedenksteen geplaatst. De erbij afgebeelde plaquette beeldt zingende kinderen uit.
De Carl Eitz-School in Pinner is genaamd naar deze uitvinder van het Tonwortsysteem.

## Werken
- Das mathematisch-reine Tonsystem, 1891.
- Das Tonwort, Leipzig 1928.